# Desmodium floridanum
Desmodium floridanum är en ärtväxtart som beskrevs av Chapman. Desmodium floridanum ingår i släktet Desmodium och familjen ärtväxter. Inga underarter finns listade i Catalogue of Life.